# ماريا كوريو
ماريا كوريو (من مواليد 10 ديسمبر 1989) غطاسة ألمانية شاركت في حدث منصة 10 أمتار في دورة الألعاب الأولمبية الصيفية 2012، وحلت في المركز السابع عشر. في دورة الألعاب الأولمبية الصيفية 2016 ، شاركت في حدث منصة 10 أمتار. انتهت في المركز الحادي والعشرين في الجولة التمهيدية ولم تتأهل للدور قبل النهائي.

## روابط خارجية
- ماريا كوريو على موقع الاتحاد الدولي للسباحة (الإنجليزية)
- ماريا كوريو على موقع قاعدة بيانات الغوص IAT (الألمانية)
- ماريا كوريو على موقع اللجنة الأولمبية الدولية (الإنجليزية)
- ماريا كوريو على موقع أوليمبيديا (الإنجليزية)
- ماريا كوريو على موقع اللجنة الأولمبية الألمانية (الألمانية)